# Internationaler Holocaust-Karikaturen-Wettbewerb

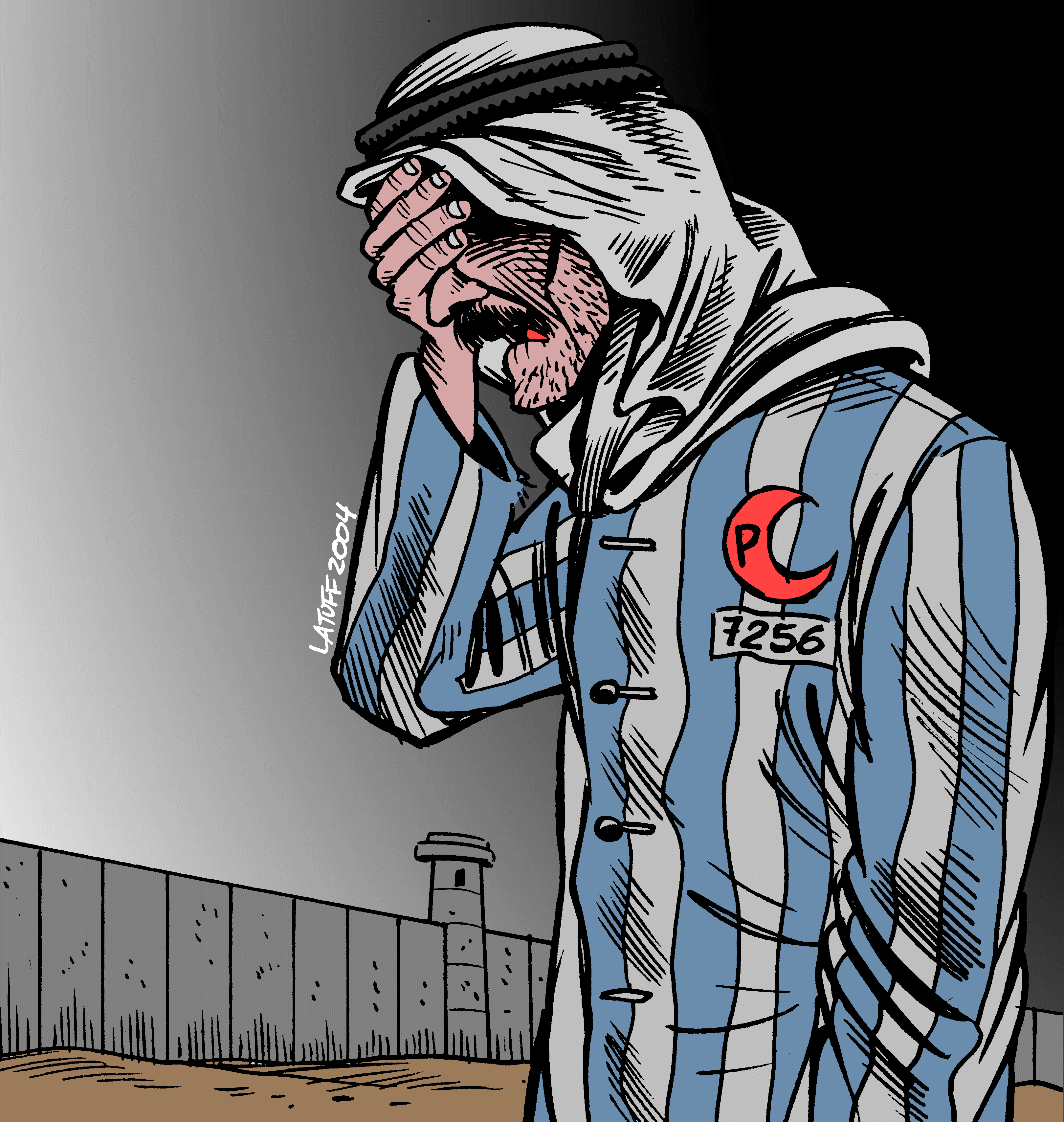
Beitrag von Carlos Latuff zum Wettbewerb. Dargestellt wird ein nahe den israelischen Sperranlagen stehender Palästinenser in KZ-Häftlingskleidung mit islamischer Mondsichel statt Judenstern als Kennzeichnung.

Der Internationale Holocaust-Karikaturen-Wettbewerb (International Holocaust Cartoon Competition) wurde 2006 von der staatlichen iranischen Zeitung Hamshahri und 2016 vom iranischen Kulturinstitut Sarcheshmeh ausgerufen. Die Wettbewerbe waren jeweils erklärte Reaktionen nach Anschlägen auf Mohammed-Karikaturen publizierende Zeitungen. Der erste Wettbewerb wurde nach dem Mordversuch an dem Zeichner Kurt Westergaard, der zweite nach dem Anschlag auf Charlie Hebdo angekündigt.

## Geschichte

### Erster Holocaust-Karikaturen-Wettbewerb 2006
Die von der Teheraner Gemeindeverwaltung herausgegebene Zeitung Hamshahri rief im Februar 2006 zum ersten Wettbewerb auf. Insgesamt gingen 1.100 Zusendungen aus 60 Ländern ein. Der Wettbewerb wurde unter anderem von UN-Generalsekretär Kofi Annan, der Organisation Reporter ohne Grenzen und der Anti Defamation League scharf verurteilt.
Der Wettbewerb wurde als Reaktion auf die dänischen Mohammed-Karikaturen angekündigt. Sein Ziel sei nach Angabe der Initiatoren, herauszufinden, wie weit die Meinungsfreiheit der westlichen Gesellschaft gehe. Wenn das Veröffentlichen der Mohammed-Karikaturen durch die Meinungsfreiheit gedeckt sei, müssten auch Holocaust-Karikaturen erlaubt sein. Der Wettbewerb wurde vielfach als Aufruf zur Holocaustleugnung kritisiert, und auch einzelne iranische Intellektuelle äußerten sich kritisch. Als Antwort auf den Wettbewerb wurde von Amitai Sandy und Eyal Zusman der Israelische antisemitische Karikaturen-Wettbewerb veranstaltet.
Der Redakteur Flemming Rose von Jyllands-Posten, der die Mohammed-Karikaturen veröffentlicht hatte, kündigte am 8. Februar 2006 an, die Holocaust-Karikaturen veröffentlichen zu wollen. Am selben Tag sagte der Chefredakteur Carsten Juste, dass Jyllands-Posten die Karikaturen nie drucken werde und dass Rose auf unbestimmte Zeit in Urlaub geschickt wurde. Rose entschuldigte sich Tage später und sprach von einem Fehler. Die dänische Zeitung Information druckte sechs der Karikaturen im September 2006 ab.
Am 1. November 2006 wurden die Sieger des Wettbewerbs bekanntgegeben. Der 1. Preis mit einem Preisgeld von 12.000 US-Dollar ging an den Marokkaner Abdellah Derkaoui. Den zweiten Preis mit einem Preisgeld von 8.000 US-Dollar teilten sich der brasilianische Karikaturist Carlos Latuff und, unter dem Pseudonym A. Chard, die Französin Françoise Pichard, die unter anderem für das rechtsextreme Magazin Rivarol arbeitet. Ihre Zeichnung bezieht sich auf die Thesen des Neonazis und Holocaustleugners Robert Faurisson, der die „Gaskammer-Lüge“ zu Fall gebracht habe. Die übrigen Preise gingen an sechs iranische Staatsangehörige, einen Marokkaner, Jordanier, Syrer, Italiener und zwei Brasilianer. Der Marokkaner Naji Benaji verglich in seiner Zeichnung den Holocaust mit der Situation der Palästinenser: Eine kleine Anzahl Totenschädel steht neben einer Flasche voller Schädel.

### Holocaust-Konferenz im Iran 2006
Auf den Internationalen Holocaust-Karikaturen-Wettbewerb folgte im gleichen Jahr am 11. und 12. Dezember die Holocaust-Konferenz in Teheran.

### Zweiter Holocaust-Karikaturen-Wettbewerb 2016
Als Antwort auf die Mohammed-Karikaturen in der französischen Satirezeitschrift Charlie Hebdo und anderen westlichen Medien kündigte das iranische Kulturinstitut Sarcheshmeh 2015 nach dem Anschlag auf Charlie Hebdo einen zweiten Holocaust-Karikaturen-Wettbewerb an. Der Wettbewerb fand, wiederum in Teheran, im Mai 2016 statt und stieß auf weltweite Proteste und ein breites Medienecho.